# Drumcondra Castle
Drumcondra Castle (irisch Caisleán Dhroim Conrach) ist ein Schloss im nördlichen Stadtteil Drumcondra der irischen Hauptstadt Dublin. Heute ist in dem Haus in elisabethanischem Stil eine Blindenanstalt untergebracht.

## Geschichte
James Bathe, ein Mann aus County Meath ließ um 1560 auf kirchlichem Land, das ihm überlassen wurde, Drumcondra Castle erbauen. Das Anwesen gehörte anschließend viele Jahre seiner Familie.
1591 residierte Sir William Warren, der die Witwe von John Bathe geheiratet hatte, auf dem Schloss. Zu dieser Zeit heiratete dort Hugh O’Neill, 2. Earl of Tyrone, seine Braut Mabel Bagenal, nachdem er mit ihr durchgebrannt war.
1677 verlehnte König Jakob II. von England und Jakob VII. von Schottland die Ländereien von Drumcondra Castle an einen gewissen Giles Martin. 1703 kaufte Captain Chichester Philips das Anwesen. 1870 wurde es zum St.-Josephs-Heim für männliche Blinde, als die Karmeliter die Ländereien von Drumcondra Castle zugesprochen bekamen. Die Rosminianer wurden 1955 vom Erzbischof von Dublin beauftragt, das St.-Josephs-Heim mit Schule in Drumcondra für die Blinden zu betreiben; seit 2012 heißt die Einrichtung ChildVision. 2014 verkaufte der rosminianische Orden die Ländereien an St. Joseph, pachtete von ihnen aber die Häuser und anderen Gebäude für 25 Jahre zur Nutzung für ChildVision. Die Siedlung Grace Park Woods entstand auf den früheren Ländereien von St. Joseph.